# 渐狭沙海葵
渐狭沙海葵（学名：Harenactis attenuata）为蠕形海葵科沙海葵属的动物。分布于美国、日本、东南亚沿海以及沿海等，常见于沿海高潮线的泥沙中。